# 複雜理論
複雜理論（complexity theory），提出的緣由：人類在追求科學研究發展之下，分化為越來越多的學問走向，各自專精，已經失去簡單性，變得不停地向複雜鑽研，利用這些學到的複雜知識，便不會再視自然界的現象為單純，化約論的支持者不希望樂見，有人提出了根本的解決辦法稱為複雜理論，因為眾多複雜原因而產生的巨大單純。

### 化約論（reductionism）
將複雜化為簡單的學說
將一個學問中的眾多理論化為簡單